# Capricorn u
Capricorn u (títol original: Capricorn One) és una pel·lícula estatunidenca dirigida per Peter Hyams, estrenada el 1978. És un thriller polític de ficció, que posa en escena una missió espacial cap a Mart que hauria estat anul·lada en l'últim minut per un problema tècnic. El viatge és oficialment mantingut i les imatges de Mart han estat rodades a la Terra en un hangar. Ha estat doblada al català.
Aquesta pel·lícula considera un complot mediaticopolític que, per analogia, podria incitar alguns a qüestionar el viatge de l'ésser humà a la Lluna. El seu eslògan en el cartell original pot traduir-se així: 
| « | Us sorprendria si sabéssiu que el més gran esdeveniment de la història recent no ha tingut lloc? | » |

## Argument
Cap al final dels anys 1970, la primera missió tripulada cap a Mart està a punt a l'àrea de llançament. Però, quan la NASA descobreix que, per la falta d'un subcontractista, els sistemes de suport de vida fan la missió impossible, prefereixen simular una missió marciana abans que avortar el projecte.
Alguns minuts abans del llançament, la tripulació, sorpresa, és desallotjada de la nau i transferida amb avió a una vella base de la U. S. Army en ple desert. Se'ls anuncia, aleshores, de grat o per força, que participaran en falses emissions televisives des de Mart. El seu rebuig inicial porta les autoritats a prendre les seves famílies com a ostatges. Mentre la nau buida continua el seu camí, els astronautes passen mesos de captivitat fent la pel·lícula del seu «aterratge marcià».

Encara que ningú no sap la veritat en la NASA, Elliot Whitter (Robert Walden), un tècnic, observa fets absurds a la seva consola: els senyals de televisió i ràdio arriben amb força: 
| « | Es diria que són a la vora... Però aquests senyals no poden pas provenir d'un punt allunyat cinc-cents quilòmetres, | » |

li confia al seu amic periodista Robert Caulfield (Elliott Gould). El tècnic, llavors, desapareix misteriosament, i el periodista en té sospites. A cada indici que descobreix, la seva vida és amenaçada.
Quan els astronautes estan considerant "tornar a la Terra", la càpsula buida es crema totalment en la seva entrada a l'atmosfera. Els captius arriben a escapar-se a bord del Learjet de la NASA. Són perseguits per l'exèrcit, que els encalça amb dos helicòpters Hugues OH-6 Cayuse negres.
Sense carburant, el Learjet ha de posar en el desert, un aterratge de fortuna. Els tres homes se separen i marxen en tres direccions diferents.
Només el comandant Brubaker (James Brolin) escapa als perseguidors. Caulfield el troba gràcies a Alban (Telly Savalas), pilot d'avió de fumigació agrícola, en un vell Boeing-Stearman Model 75 Kaydet vermell. Aconsegueixen, en una persecució aèria, treure's de sobre els dos Cayuse amb un núvol d'insecticida després d'un bucle efectuat a prop d'un abrupte canyó; els Cayuse cauen sobre el flanc del canyó.
La pel·lícula acaba amb els dos homes arribant a la cerimònia d'homenatge retuda als astronautes, mostrant d'aquesta manera l'engany al públic amb els mitjans de comunicació que difonen l'esdeveniment en directe, i desacreditant la hipòtesi de la missió cap a Mart.

## Repartiment
- Elliott Gould – Robert Caulfield
- James Brolin – comandant Charles Brubaker
- Sam Waterston – tinent coronel Peter Willis
- O. J. Simpson – comandant John Walker
- Hal Holbrook – Dr. James Kelloway
- Brenda Vaccaro – Sra. Brubaker
- Karen Black – Julie Drinkwater
- David Doyle – Walter Loughlin
- Telly Savalas - Albain
- James Karen - vicepresident Price
- Robert Walden - Elliot Whitter
- Barbara Bosson: Alva Leacock

## Premis
Nominació al Premi Saturn a la millor pel·lícula de ciència-ficció, per l'Academy of Science Fiction, Fantasy and Horror Films.